# Супонев, Сергей Евгеньевич
Серге́й Евге́ньевич Супо́нев (28 января 1963, Хотьково, Московская область, РСФСР, СССР — 8 декабря 2001, Едимоново, Конаковский район, Тверская область, Россия) — советский и российский телеведущий; руководитель дирекции детских и развлекательных программ на телеканале ОРТ (1998—2001).

## Биография
Родился 28 января 1963 года в селе Абрамцево Московской области в семье актёра и поэта Евгения Козьмича Супонева и пианистки Галины Владимировны Супоневой (в девичестве Куликовой). Родители развелись, мать вышла замуж за кларнетиста Вячеслава Петровича Перова и родила в 1976 году сестру Сергея — Елену. Отец женился на радиоведущей Ольге Краевой.
После окончания школы поступил в МГУ на факультет журналистики, но со второго курса был призван в армию. В рядах Вооружённых сил СССР служил с 1981 по 1983 год в оркестре войсковой части 86632 в посёлке Мулино Дзержинского района Горьковской области. В 1988 году окончил факультет журналистики МГУ.
В 1980 году пришёл на работу на Центральное телевидение Гостелерадио СССР, при этом поначалу работал грузчиком.
В 1983 году занимал должность администратора в музыкальной редакции ЦТ. Все праздничные программы, посвящённые государственным праздникам в 1984 году, были созданы при непосредственном участии Сергея Супонева.
В 1984—1986 годах работал администратором в отделе пропаганды.
С 1986 года работал в Детской редакции ЦТ и готовил сюжеты для программы «До 16 и старше». В 1987 стал младшим редактором Детской редакции и в том же году был официально принят на работу.
В 1989 году в эфире ЦТ появляется программа «Марафон-15», где Супонев был ведущим и одним из авторов.
В 1993 году по приглашению Влада Листьева стал вести программу для детей «Звёздный час». Тогда же на Первом канале запустил собственную детскую телеигру «Зов джунглей», идея которой пришла ему во сне. Спустя 6 лет программа получит премию «ТЭФИ».
С 1994 года был основателем и сотрудником телекомпании «Класс!».
В середине 1990-х годов снялся в роли отца Дугласа в фильме режиссёра Игоря Апасяна «Вино из одуванчиков», по мотивам произведений Рэя Брэдбери.
В 1994—1995 годах на канале «2х2», а с 1995 по 1996 — на ОРТ, выходила в эфир программа «Денди — Новая реальность» (на ОРТ называлась просто «Новая реальность»).
В апреле 1997 года принял решение создать производящую телерадиокомпанию «Зов», чтобы таким образом увеличить детское вещание на других каналах. Так, Супонев создал для канала «ТВ Центр» детскую телеигру «Круголя», куда также пробовался на роль ведущего (с ним был снят пилотный выпуск). Впоследствии ТРК «Зов» в 1997—1998 годах активно сотрудничала с московским каналом, готовя для него передачи, такие как «Щас спою», «Ням-ням» и другие. Предложение было сделано и каналу ТВ-6 — для него разрабатывалась еженедельная конкурсная программа «Рок-н-роллики». Впрочем, после отказа руководства на производство Супонев прекратил сотрудничество с данным каналом.
С сентября 1998 года — руководитель Дирекции детских и развлекательных программ ОРТ. В данной должности отвечал за производство молодёжных и детских проектов, а также за их положение в сетке вещания канала.
В 2000 году на презентации мультсериала «Покемон» в России отозвался о проекте как о «безобидной и милой истории».
В 2001 году участвовал в кастинге на роль нового ведущего телеигры «Кто хочет стать миллионером?», переехавшей на ОРТ с НТВ.
6 декабря 2001 года вышло последнее интервью Сергея Супонева. В нём он говорил о своём новом детском телепроекте, который должен был выйти в эфир в начале 2002 года. Этим проектом стала передача «Следствие ведёт Колобков» с ведущим Александром Семчевым, которая пробыла в эфире до конца июля 2004 года.

## Гибель
Субботним вечером 8 декабря 2001 года Сергей Супонев приехал на охоту в деревню Едимоново и решил прокатиться на снегоходе Yamaha. Примерно около половины восьмого вечера Супонев, не справившись с управлением, на полном ходу врезался в речную пристань. При столкновении Супонев вылетел со снегохода, ударился головой о пристань и получил серьёзное ранение, несовместимое с жизнью. Его тело было обнаружено той же ночью.
11 декабря 2001 года был похоронен на Троекуровском кладбище (участок № 4) в Москве. На надгробном камне была выбита эпитафия, придуманная его отцом: «Твой звёздный путь на этом свете пролёг с экрана в души к детям».
После смерти сына Супонева, Кирилла, и его погребения рядом с отцом надгробие с этой надписью было убрано, а на его месте установлена общая надгробная плита отца и сына Супоневых.

## Семья
Дед — Козьма Григорьевич Супонев (1913—1942) — военный лётчик, погиб в бою. Бабушка — Анна Никаноровна Супонева
Отец — Евгений Супонев (26 сентября 1939 — 17 февраля 2008), был актёром Театра сатиры, заслуженный артист России (1999). Писал стихи, некоторые из которых потом были положены на музыку. Примечательно, что в 1990 году на его стихи была записана и выпущена песня «Звёздный час» (музыка Юрия Мартынова, исполняет Аурика Ротару).
Мать — Галина Владимировна Перова (Супонева, дев. Куликова) (род. 17 мая 1941), пианистка в оркестре Театра сатиры.
Мачеха — Ольга Краева, комментатор радиостанции «Маяк». Сергей сам посоветовал отцу на ней жениться. Ольга Краева помогла Сергею определиться с профессией. Отчим — Вячеслав Петрович Перов (1946—2020), кларнетист оркестра Московского академического театра сатиры.
Единоутробная сестра  — Елена Перова (род. 24 июня 1976) — певица, актриса и телеведущая.
Сергей Супонев был дважды женат:
Первая жена — Валерия Владимировна Супонева (дев. Истомина) (род. 5 июня 1965), тележурналистка, редактор программ. До 2002 года работала в Дирекции детского и развлекательного вещания ОРТ как автор и руководитель программ «100 %» и «Сами с усами». С сентября 2002 по 2006 год работала в телекомпании ВИD. Была редактором телеигр «Кресло» (СТС) и «Пан или пропал» (Первый канал), в 2003 году работала выпускающим редактором музыкального проекта «Фабрика звёзд-3». Далее стала редактором капитал-шоу «Поле чудес». С 2007 по 2014 год — шеф-редактор музыкальной программы телеканала «Россия-1» «Субботний вечер», работала над проектом Аллы Пугачёвой «Фактор А». Позже вернулась обратно в «Поле чудес» на прежнюю должность.
Вторая жена (1998—2001) — Ольга Супонева (Мотина) (род. 6 января 1976), окончила РАТИ-ГИТИС (мастерская Л. Е. Хейфеца). С 1995 года актриса Московского академического театра сатиры. Лауреат премии имени Т. И. Пельтцер за лучшую женскую роль (1996). Снималась в телевизионном сериале «Кулагин и партнёры» и была соведущей Николая Фоменко в игре «Счастливый рейс» (НТВ). За три года совместной жизни супруги объездили почти всю Европу.
Сын — Кирилл Супонев (19 апреля 1984 — 27 сентября 2013). В возрасте 14-15 лет работал ведущим телепередачи «Возможно всё» (под псевдонимом Кирилл Венопус), окончил факультет журналистики МГИМО. Играл на ударных в группе «Ромео должен умереть». После развода родителей Кирилл Супонев сказал отцу, что если тот уйдёт из семьи, то он выбросится из окна. 27 сентября 2013 года на 30-м году жизни покончил жизнь самоубийством, повесившись. В петле его обнаружила мать, предсмертной записки в квартире не нашли.
Дочь — Полина Супонева (род. 16 декабря 2000).

## Телепередачи
- До 16 и старше — готовил сюжеты для программы
- Марафон-15 — автор и ведущий (1989 — август 1998, вёл до 1993)
- Звёздный час — ведущий, затем автор и руководитель программы (апрель 1993 — 28 декабря 2001)
- Зов джунглей — автор, ведущий, продюсер (22 мая 1993 — октябрь 2000, вёл до осени 1998)
- Денди — Новая реальность — автор, ведущий (3 сентября 1994 — 19 января 1996)
- НЯМ‐НЯМ — автор, продюсер (ТВ Центр) (1997—1998)
- Круголя — автор, ведущий, продюсер (ТВ Центр) (1997—1998)
- Щас спою — автор, продюсер (ТВ Центр) (1997—1998)
- Мастер-класс — автор, продюсер (ТВ Центр) (1997—1998)
- Экстремальная зона — автор, продюсер (ТВ Центр) (1997—1998)
- Эти забавные животные — автор (1997—1998)
- Дисней-клуб — автор (1998—2014)
- Программа 100 % — продюсер (1999—2002)
- Царь горы — продюсер (1999—2001)
- Семь бед — один ответ — продюсер (1999—2000)[22]
- Возможно всё — автор, продюсер (1999)[23]
- Мультазбука — автор, продюсер (1999—2000)
- Что да как — продюсер (1999—2000)
- Седьмое чувство — автор, продюсер (2000—2001)
- КОАПП — продюсер (2000—2001)[24]
- Последний герой — автор, продюсер (2001)
- Сами с усами — автор, продюсер (2001—2003)
- Следствие ведёт Колобков — автор (2002—2004, проект вышел в эфир после гибели Сергея Супонева)

### Участие в телепроектах
- В 1997 году участвовал в программах «О.С.П.-студия», «Смак» (эфир от 23.08.1997) и «Колесо истории» (эфир от 30.11.1997).
- В 1998 году дважды принимал участие в программе «Угадай мелодию» и в одном из выпусков одержал победу.
- В марте 1999 года принимал участие в съёмке пилотного выпуска передачи «Золотой шар» («Движение к центру») для телеканала REN-TV. Передачу вёл Евгений Дворжецкий[25][26].
- Участвовал в капитал-шоу «Поле чудес» в роли собственного двойника (эфир от 04.04.1999). В праздничном выпуске передачи от 7 марта 1997 г. был гостем.
- В 1999 году был судьёй и членом жюри в программах «Умницы и умники» (эфир от 06.06.1999) и «Утренняя звезда» (эфиры от 08.11.1999 и 14.11.1999).

### Фильмография
- 1997 — Вино из одуванчиков — отец Тома и Дугласа (озвучивал Игорь Тарадайкин)

### Награды
- Лауреат премии «ТЭФИ-1999» в номинации «Программа для детей» (программа «Зов джунглей»)[27].
- Лауреат премии «ТЭФИ-2001» в номинации «Программа для детей» (программа «КОАПП»)[28]. Примечательно, что всю номинацию заняли программы, в производстве которых Супонев принимал непосредственное участие: помимо «КОАПП», на приз претендовали «100 %» и «Звёздный час»[29].

## Память
В 2018 году в Москве учреждена некоммерческая организация АНО «Детский образовательный центр имени С. Е. Супонева».
Сюжет документального фильма «Флип» о скейтбординге в России разворачивается вокруг репортажа Сергея Супонева, который прибыл осветить событие Всесоюзного масштаба — Первый Кубок Союзов 1991 года по данному виду спорта.
Посмертно включён в «Зал Славы видеоигровой индустрии России».

### Документальные фильмы о Супоневе
В память о Сергее Супоневе было снято несколько документальных фильмов:
- «Серёжа…» (ОРТ, 17 декабря 2001)
- «Сергей Супонев. Год после жизни» (Первый канал, 9 декабря 2002)
- «Звёзды эфира. Сергей Супонев» (Первый канал, 17 мая 2005)
- «Как уходили кумиры. Сергей Супонев» (DTV-Viasat, 8 декабря 2005)
- «Звёздная жизнь. Сергей Супонев» (Домашний, 2008)
- «Эх, Серёга! Жить бы да жить…» (Первый канал, 28 января 2013)
- «Сергей Супонев — друг всех детей» (вДудь, 7 августа 2018)
- «Легенды телевидения. Сергей Супонев» (Звезда, 30 сентября 2021)
- «Герой моего детства. К 60-летию Сергея Супонева» (Первый канал, 28 января 2023)